# Пылково
Пылково — село в Лопатинском районе Пензенской области России. Административный центр и единственный населённый пункт Пылковского сельсовета.

## География
Село находится в юго-восточной части Пензенской области, в пределах Приволжской возвышенности, в лесостепной зоне, на левом берегу реки Чумаевки, на расстоянии примерно 6 километров (по прямой) к северо-востоку от села Лопатина, административного центра района. Абсолютная высота — 208 метров над уровнем моря.

### Климат
Климат характеризуется как умеренно континентальный, с тёплым летом и умеренно холодной зимой. Средняя температура воздуха самого холодного месяца (января) составляет −13,2 °C; самого тёплого месяца (июля) — 20 °C. Продолжительность периодов с температурой выше 0 °C — 208 дней, выше 5 °C — 170 дней, выше 10 °C — 136 дней. Годовое количество атмосферных осадков — 420—470 мм, из которых большая часть выпадает в тёплый период. Снежный покров держится в течение 131 дня.

### Часовой пояс
Село Пылково, как и вся Пензенская область, находится в часовой зоне МСК (московское время). Смещение применяемого времени относительно UTC составляет +3:00.

## История
Основано в конце XVII – начале XVIII в. как деревня строителей пензенско-сызранской черты (незавершенной). Основателем мог быть мордвин Федор Поуков, получавший в Поузинье земли в 1689 г. В 1709 г. в «деревне Поуково» - ясачная мордва в 57 дворах, платила подати с 20 ½+⅛ ясака, душ мужского пола – 181, женского – 96; в 1718 г. – 71 двор, душ мужского пола – 208, женского – 190. После 1720 г. население переведено в разряд государственных крестьян. В 1748 г. – д. Паукова Узинского стана Пензенского уезда ясачной некрещеной мордвы, 230 ревизских душ. С 1780 г. – в Петровском уезде Саратовской губернии. В 1795 г. показано как две деревни казенных крестьян: 1) Верхняя Пылково, 102 двора, 250 ревизских душ, 2) Нижняя Пылково, также казенных крестьян, 122 двора, 285 ревизских душ. С конца  XVIII в. – волостной центр Петровского уезда. В 1859 г. работала школа. В 1877 г. насчитывалось 375 дворов, школа, почтовая станция, 5 ветряных мельниц, 2 водяные мельницы, кирпичный завод, 4 кожевни. Между 1900 и 1911 гг., вероятно, в связи с делением села на мордву-мокшу и эрзя произошло разделение на с. Старое Пылково и с. Новое Пылково. В 1902 г. работала земско-общественная (на средства земства и крестьянского общества) школа, 101 мальчик, учительница, помощница учительницы, законоучитель; 1902 г. окончили курс обучения 9 мальчиков. В 1911 г. – 194 двора в Старом и 276 дворов в Новом Пылково, церковь, церковноприходская и земская школы. Крестьяне жили очень бедно. В 1900 г. сумма недоимок по всем сборам составляла по всем сборам: в Старом Пылково – 14638 руб. 1 коп., или на десятину надельной земли – 4 руб. 90 коп.; в Новом Пылково – соответственно 12794 руб. 29 коп. и 5 руб. 90 коп. В 1914 г. – 452 двора.
В 1921 г. показаны как два селения Новое Пылково (315 дворов) и Старое Пылково (245 дворов) – центр Пылковской волости. В 1926 г. снова единое с. Пылково – центр сельсовета Верхозимской укрупненной волости.  С 1928 года — центр сельсовета Лопатинского района Вольского округа Нижне-Волжского края (с 1939 года — в составе Пензенской области). В 1955 г. – центральная усадьба колхоза имени Хрущева, в 1990 г. – колхоз «Рассвет». 

## Население
| 1709  | 1718  | 1748  | 1795  | 1859  | 1877  | 1884  |
| ----- | ----- | ----- | ----- | ----- | ----- | ----- |
| 277   | ↘190  | ↗460  | ↗1070 | ↗2116 | ↗2528 | ↗2809 |
| 1897  | 1902  | 1911  | 1914  | 1921  | 1926  | 1939  |
| ↗3400 | ↗4072 | ↘3788 | ↘3333 | ↗4268 | ↘3126 | ↘1224 |
| 1959  | 1970  | 1979  | 1989  | 1996  | 2002  | 2010  |
| ↘1107 | ↘1102 | ↘975  | ↘741  | ↗789  | ↘686  | ↘550  |
| 2012  | 2013  | 2014  | 2015  | 2016  | 2017  | 2018  |
| ↘529  | ↘508  | ↘500  | ↘498  | ↗505  | ↘485  | ↘465  |
| 2021  |       |       |       |       |       |       |
| ↘452  |       |       |       |       |       |       |

### Национальный состав
Согласно результатам переписи 2002 года, в национальной структуре населения мордва составляла 85 %.

## Инфраструктура
В селе имеются школа (филиал МБОУ Средняя общеобразовательная школа с. Лопатино), отделение почтовой связи.    